# 卡倫數
卡倫數是形式如{\displaystyle n\times 2^{n}+1}（寫作{\displaystyle C_{n}}）的自然數。
若質數{\displaystyle p=8k-3=2n-1}，{\displaystyle C_{n}}能被{\displaystyle p}整除。根據費馬小定理，若p是奇質數，{\displaystyle p}能整除{\displaystyle C_{m(k)}}對於{\displaystyle m(k)=(2^{k}-k)(p-1)-k} (對於{\displaystyle k>0})。
廣義卡倫數有時定義為{\displaystyle n\times b^{n}+1}而且{\displaystyle n+2>b}。胡道爾數有時稱為第二種卡倫數。

## 歷史和卡倫質數
1905年，詹姆士·卡倫首先研究它。
1958年Raphael M. Robinson核實{\displaystyle C_{141}}是質數，且證明了若{\displaystyle n\leq 1000}，除了{\displaystyle C_{1}}和{\displaystyle C_{141}}之外，{\displaystyle C_{n}}均為合成數。
1984年Wilfrid Cellar又類似地核實了{\displaystyle C_{4713},C_{5795},C_{6611},C_{18496}} 和以上提到的卡倫質數之外，{\displaystyle n\leq 30000}的{\displaystyle C_{n}}均為合成數。
截止2009年4月，已知的卡倫質數有141, 4713, 5795, 6611, 18496, 32292, 32469, 59656, 90825, 262419, 361275, 481899, 1354828 (OEIS:A005849)，n=1354000以下的卡倫質數已被找到。可是，「存在無限個卡倫質數」這問題仍屬猜想。
是否存在質數{\displaystyle p}使得{\displaystyle C_{p}}為質數同樣為疑問。